# Kittsee
Kittsee (slovakiska: Kopčany, kroatiska: Gijeca, ungerska: Köpcsény)  är en ort och kommun i Österrike. Den ligger i distriktet Neusiedl am See i förbundslandet Burgenland, 50 km öster om huvudstaden Wien och 7 km söder om Bratislava i Slovakien.
Kittsee är känt för sina stora odlingar av aprikos (35 000 träd) och har även vinodlingar. Orten omnämndes 1416 som Oppidum Kwhche. Vid den ottomanska belägringen av Wien år 1529 förstördes byggnader och kyrkan. En invandring av kroater skedde i mitten av 1500-talet och 1659 utgjorde de hälften av befolkningen. Från 1676 och för omkring 200 år var familjen Esterházy markägare. Bebyggelsen i centrum har kvar den gamla byformen med en öppen långsträckt, oval och tidigare gräsbevuxen plats (en Angerdorf). Vid gränsdragningen mot Ungern efter första världskriget tillföll Kittsees östra delar Ungern. Sjukhuset grundades 1902 av ögonläkaren, furst Ladislaus Batthyány-Strattman (1870–1931); han saligförklarades 2003. I Kittsee föddes violinisten Joseph Joachim; hans födelsehus är bevarat. På det öppna slättlandskapet vid Kittsee och i gränslandet mot Ungern och Slovakien finns stortrapp (Otis tarda).

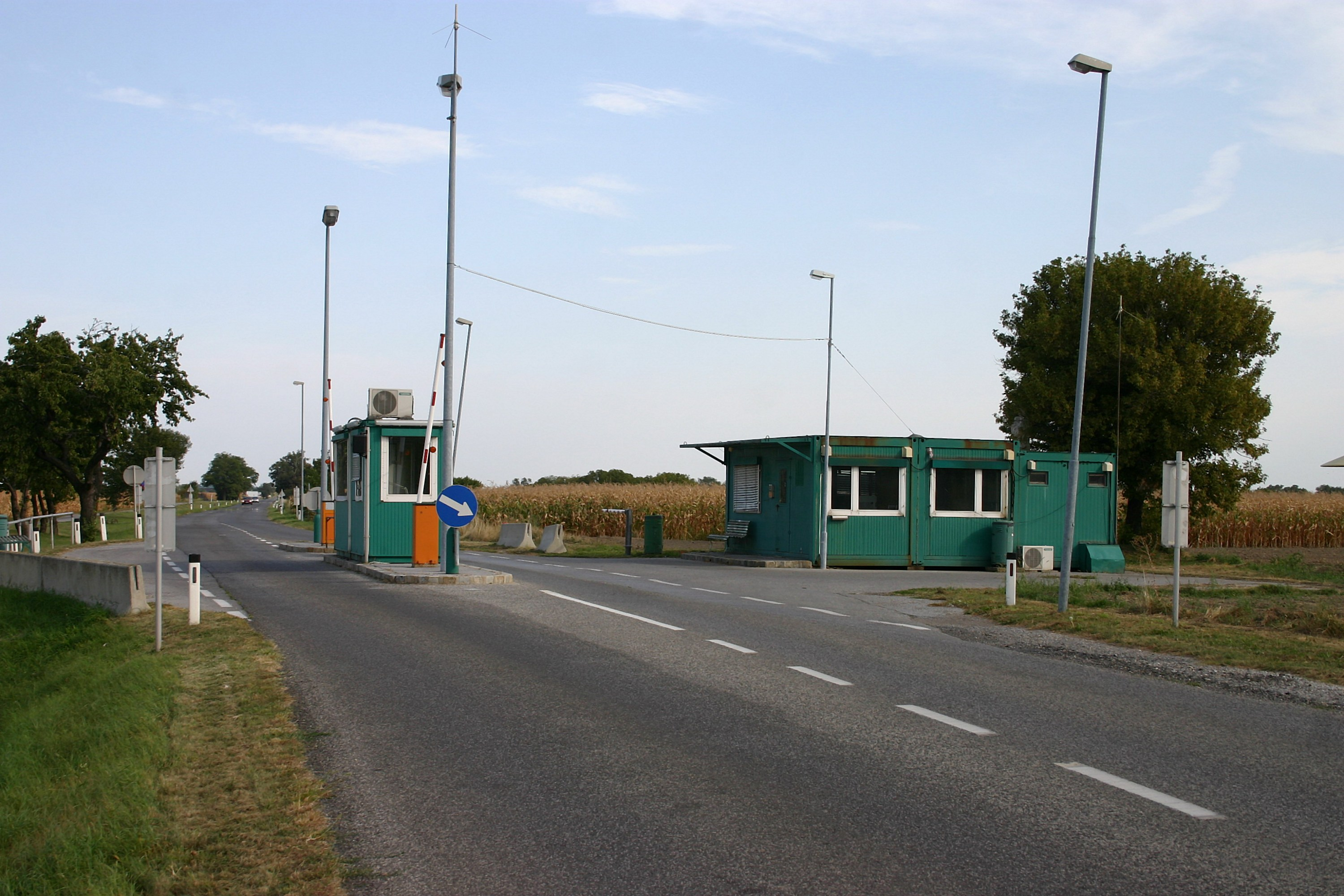
Gränsövergång mot Slovakien.

Kittsee gränsar direkt till stadsdelen Petržalka i Slovakiens huvudstad Bratislava. Efter järnridåns fall har gränsen öppnats och Kittsee har tågtrafik varje timme på linjen Wien Hauptbahnhof–Parndorf–Kittsee–Bratislava-Petržalka.